# Караобинский сельский округ (Павлодарская область)
Караобинский  сельский округ — административно-территориальное образование в Актогайском районе Павлодарской области.

## Население
Население — 784 человек (2014; 1015 в 2009 и 1852 в 1999).

## Административное устройство
1. село Караоба
2. село Есентерек
3. село Жанааул
4. село Красная Поляна
5. село Спартак